# Charles de Gaulle (1994)

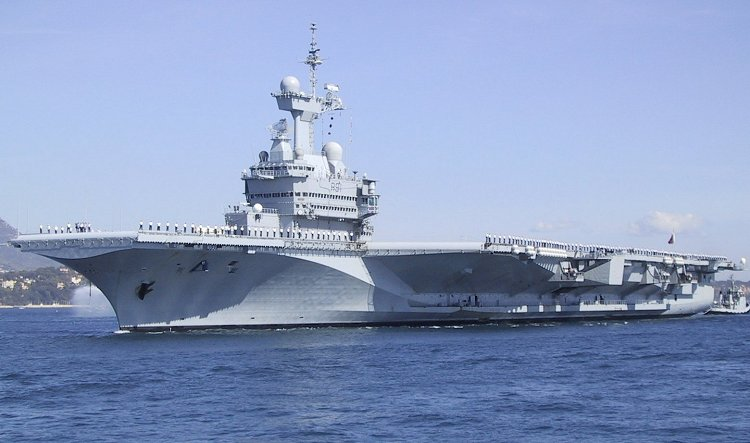
„Charles de Gaulle”

Charles de Gaulle (R 91) − współczesny francuski lotniskowiec o napędzie atomowym, pozostający w służbie od 2001 roku, okręt flagowy francuskiej marynarki wojennej (Marine nationale). Zbudowany we Francji – wodowany w 1994 roku i ukończony w 2000 roku, jako pojedynczy okręt. Jest jedynym zbudowanym i używanym na świecie poza USA atomowym lotniskowcem oraz jedynym francuskim lotniskowcem w służbie (wg stanu na 2023 rok). Nosi numer burtowy R 91.
Przenosi do 40 samolotów i śmigłowców, a jego główne uzbrojenie stanowią myśliwce wielozadaniowe Dassault Rafale M, startujące przy pomocy katapult systemu CATOBAR. Sam lotniskowiec jest uzbrojony w pociski przeciwlotnicze średniego i bliskiego zasięgu Aster 15 i Mistral oraz działka automatyczne. „Charles de Gaulle” ma wyporność pełną 40 600 ton, długość 261,5 m i szerokość 64,4 m. Gotowość bojową uzyskał w 2001 roku i od tego czasu brał wielokrotnie udział w działaniach bojowych nad Afganistanem, Libią i przeciwko Państwu Islamskiemu. Ma pozostać w służbie do 2038 roku.

## Historia
Na początku lat 60. XX wieku marynarka francuska zastąpiła używane stare lotniskowce amerykańskiej wojennej budowy przez dwa zaprojektowane i zbudowane w kraju lotniskowce typu PA-54 Clemenceau (wyporność 32 780 t, 40 samolotów). Przez kolejne dekady powstało kilka dalszych projektów francuskich okrętów tej klasy różnej wielkości, między innymi projekt większego lotniskowca PA-58 o wyporności 45 tysięcy ton oraz lekkiego lotniskowca PH-75 (PA-75) z lat 70. z napędem atomowym, o wyporności 18 400 ton, mającego przenosić śmigłowce i ewentualnie samoloty krótkiego i pionowego startu i lądowania (V/STOL). Z powodów budżetowych, żadne projekty nie były jednak realizowane, a przy tym słusznie oceniono, że samoloty V/STOL będą miały mniejsze możliwości niż samoloty klasycznego startu.
Nowe prace koncepcyjne nad projektem dużego lotniskowca, w celu zastąpienia okrętów typu Clemenceau, rozpoczęły się w 1980 roku. 23 września tego roku Komitet Obrony Francji podjął decyzję o budowie dwóch lotniskowców atomowych w ramach programu PAN (Porte-Avions-Nucléaire). Planowano wówczas, że pierwszy z nich wejdzie do służby w 1992 roku. W celu zmniejszenia kosztów oraz z uwagi na istniejącą we Francji infrastrukturę stoczniową i portową, zdecydowano się na budowę okrętu o podobnej wielkości do poprzedników – stosunkowo niewielkiej jak na nowoczesne okręty tej klasy. Jednocześnie, dla uzyskania dużego zasięgu wybrano napęd atomowy, nie stosowany dotąd we Francji na okrętach nawodnych. Szczegółowe założenia lotniskowca o wyporności do 35 tysięcy ton zostały zatwierdzone przez Ministra Obrony 27 czerwca 1984 roku. Decyzję o budowie pierwszego (i ostatecznie jedynego) okrętu podjęto 4 lutego 1986 roku. Planowano wówczas, że wejdzie on do służby w 1996 roku.
Cięcie blach na lotniskowiec rozpoczęto 24 listopada 1987 roku. Stępkę pod budowę oficjalnie położono w doku nr 9 państwowej stoczni DCN w Breście dopiero 14 kwietnia 1989 roku, kiedy połączono dwa pierwsze elementy. Lotniskowiec budowano metodą modularną polegającą na budowie oddzielnie części dziobowej i rufowej, a następnie połączeniu ich w jedną całość. W marcu 1991 roku ukończono budowę pierwszej dziobowej części okrętu. 20 grudnia 1992 roku dokonano wodowania technicznego w celu przesunięcia kadłuba w doku dla montażu skośnego pokładu lotniczego, przy masie kadłuba 17 800 ton. Recesja gospodarcza i ciągle rosnące koszty budowy doprowadzały w latach 1990, 1991, 1993 i 1995 do wstrzymywania prac przy lotniskowcu. Wodowanie okrętu miało miejsce 7 maja 1994 roku. Lotniskowiec początkowo miał nosić imię kardynała Richelieu (noszoną przez przedwojenny pancernik), jednak jeszcze w maju 1986 roku po interwencji ówczesnego premiera Jacques Chiraca zmieniono je na „Charles de Gaulle”, na cześć generała de Gaulle′a. Oficjalne uroczyste wodowanie odbyło się z udziałem prezydenta Mitteranda i premiera Balladura.
Marynarka objęła okręt do prób oraz pierwszego dowódcę wyznaczono 1 lutego 1997 roku. Prowadzono dalej prace montażu wyposażenia i uzbrojenia. Opóźnienia programu doprowadziły do tego, że w lipcu 1997 roku wycofano ze służby starzejący się lotniskowiec „Clemenceau”, pozostawiając tylko jeden okręt tej klasy w linii. W maju 1998 roku rozpoczęto próby napędu przy nabrzeżu stoczni, a 27 stycznia 1999 roku próby morskie. Budowę ukończono i okręt został przejęty przez marynarkę we wrześniu 2000 roku. Koszt budowy wyniósł w przeliczeniu ok. 3,33 miliarda USD (o ponad połowę więcej niż zakładane 2,2 mld. USD).
Przewidywano początkowo budowę także drugiej jednostki dla zastąpienia lotniskowca „Foch”, lecz ostatecznie nie doszło do jej zamówienia, mimo że koszt byłby niższy o wartość prac projektowych. W konsekwencji Francja, odmiennie niż dotychczas, pozostała z tylko jednym lotniskowcem w służbie, bez możliwości zastąpienia go innym w razie remontów lub przeglądów. W związku z zestarzeniem się w tym czasie projektu, po 2000 roku rozważano budowę lotniskowca klasycznego we współpracy z Wielką Brytanią na bazie typu Queen Elizabeth, lecz również nie doszło do podjęcia takiej decyzji. Dopiero w 2020 roku prezydent Francji ogłosił zamiar budowy kolejnego, większego lotniskowca atomowego nowej generacji, który miałby zamienić „Charles′a de Gaulle′a” w służbie w 2038 roku.

## Opis

### Opis ogólny i konstrukcja

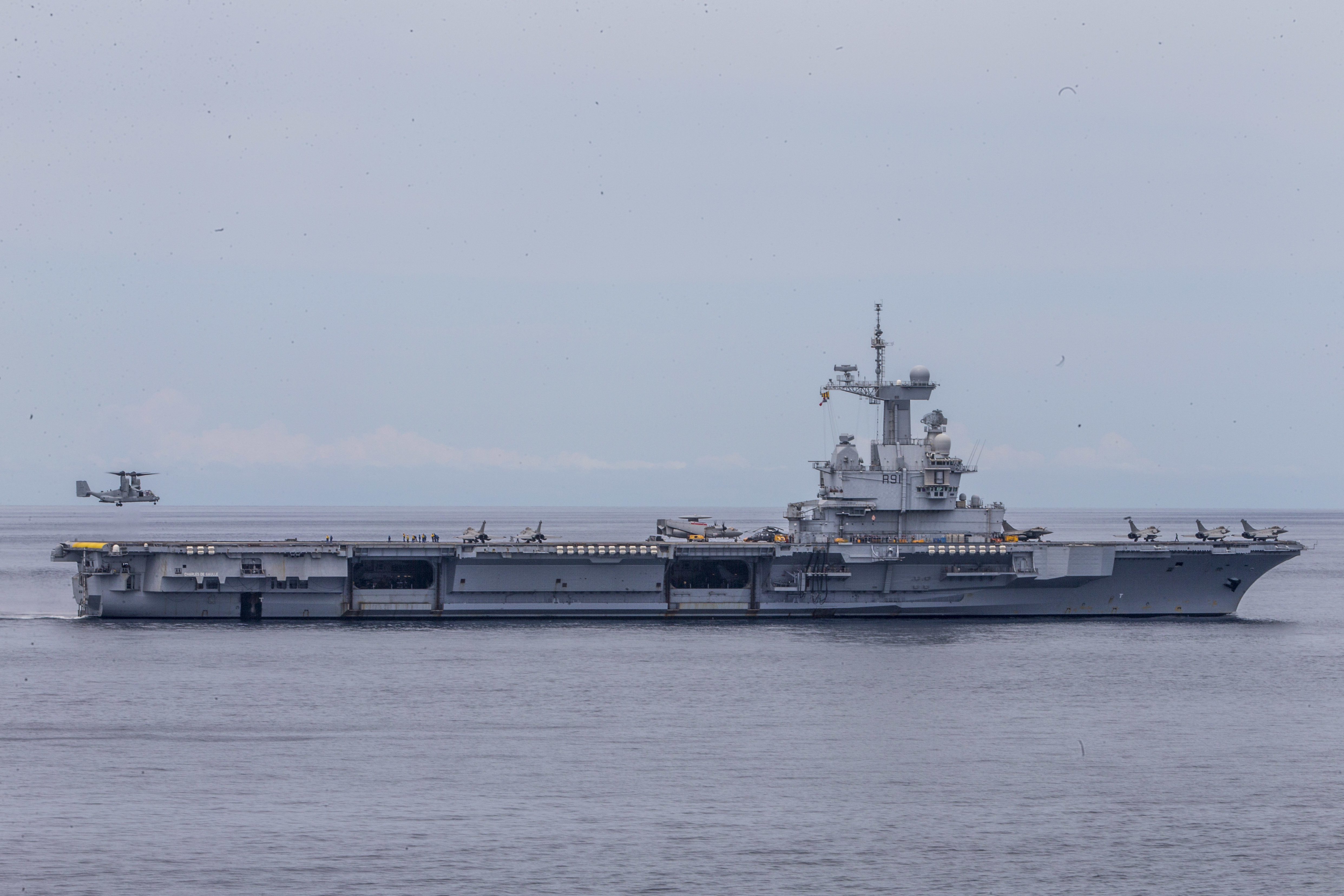
„Charles de Gaulle”, 2019 rok

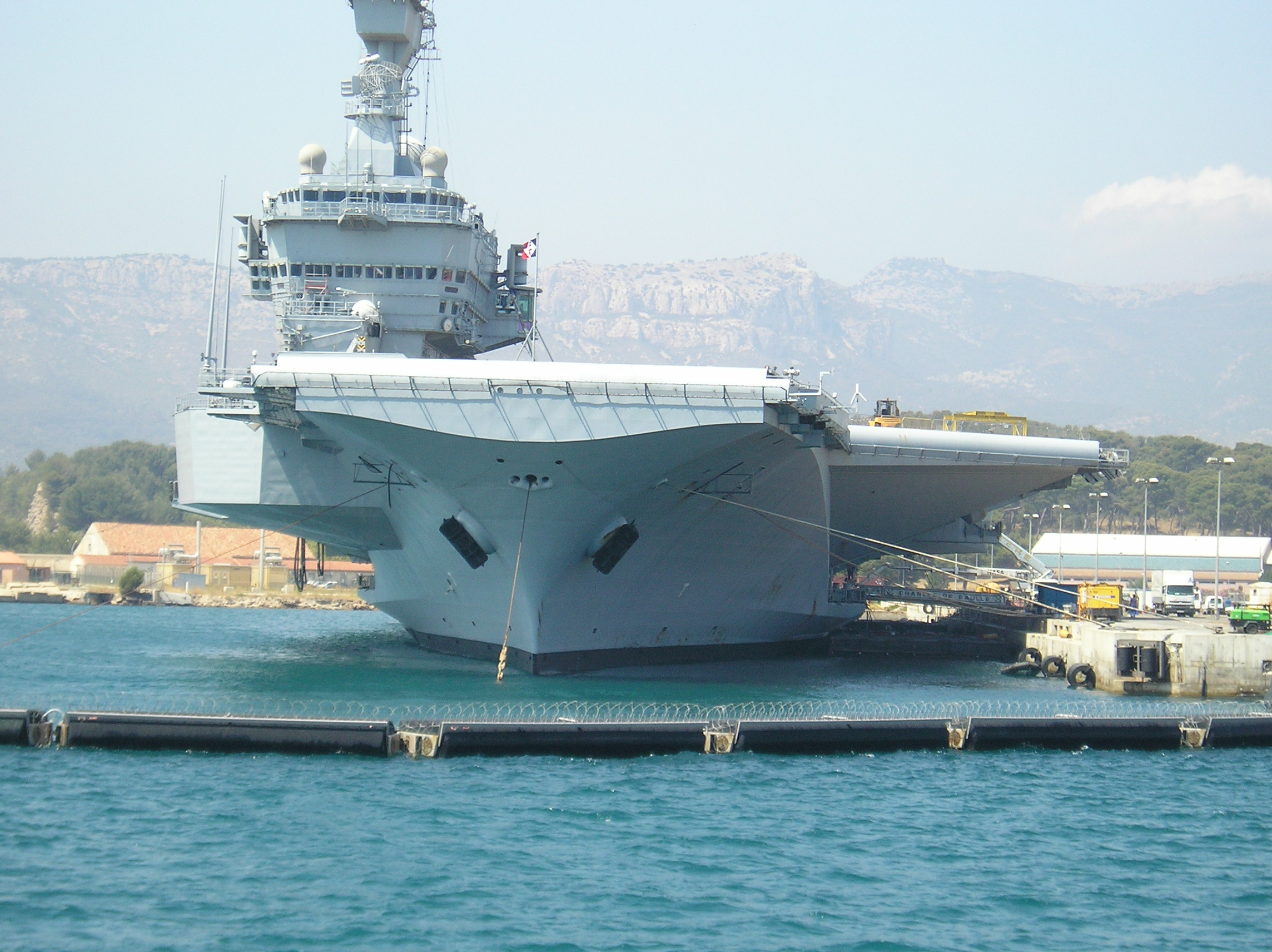
Widok od dziobu

„Charles de Gaulle” jest lotniskowcem klasycznej konstrukcji, z płaskim pokładem lotniczym na całej długości okrętu, dwoma katapultami i zespołem lin hamujących (system CATOBAR). Pod względem konstrukcyjnym czerpie z projektu poprzedników – lotniskowców typu Clemenceau o podobnej wielkości, ale także z doświadczeń sojuszników z NATO: USA i Wielkiej Brytanii. Wyporność projektowa wynosiła 35 500 ts, natomiast wyporność standardowa wynosi 36 600 ts, średnia wyporność operacyjna – 39 000 ts, a pełna – 40 600 ts. Okręt ma długość całkowitą 261,5 m i szerokość maksymalną 64,36 m, a na linii wodnej długość 238 m i szerokość 31,5 m. Zanurzenie wynosi 8,7 m, a przy wyporności pełnej 9,5 m.
Pojedyncza wyspowa nadbudówka została umieszczona typowo na prawym skraju pokładu, aczkolwiek unikalną cechą tego lotniskowca jest jej wysunięcie do przodu, umożliwione przez brak przewodów kominowych. Pozostawia to więcej miejsca na operacje lotnicze na rufie i śródokręciu, gdzie umieszczono dwie windy lotnicze, oraz ułatwia lądowanie dużych samolotów E-2C. Brak kominów jest także korzystny pod kątem braku dymu i gorących spalin, utrudniających lądowanie. Na nadbudówce znajduje się maszt wieżowy z platformą pod anteny radarów. Nadbudówka mieści między innymi pomost bojowy i stanowisko kontroli lotów. Kształt kadłuba, rozszerzającej się ku górze nadbudówki i masztu, pozbawionych praktycznie obłych powierzchni, sprzyja obniżeniu wykrywalności okrętu przez radar (elementy technologii stealth). Przywiązano również wagę do obniżenia pola akustycznego i magnetycznego okrętu. Kadłub posiada system grodzi i opancerzenie zwiększające odporność na środki rażenia.

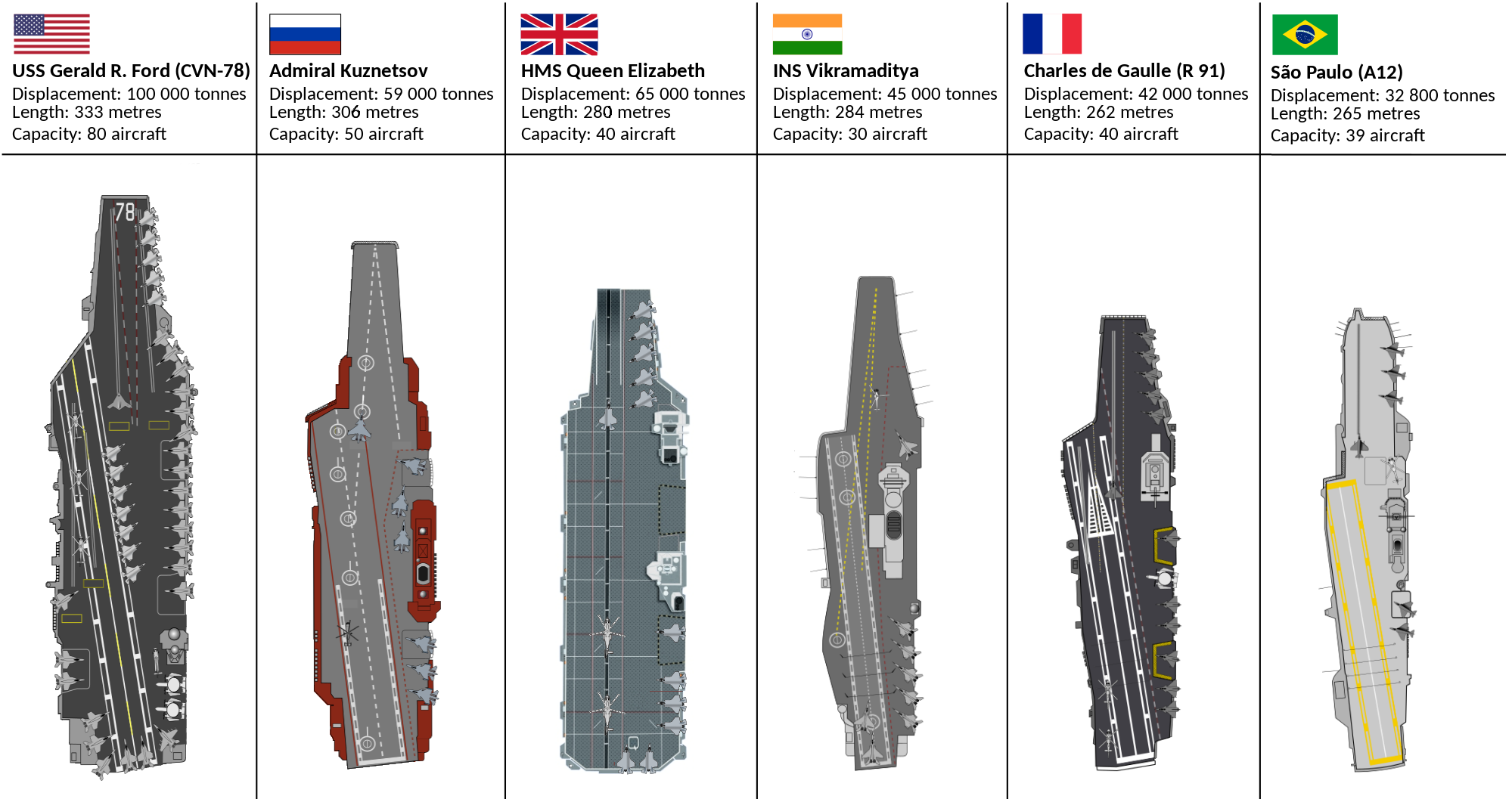
Pokłady nowoczesnych lotniskowców („Charles de Gaulle” drugi z prawej, a jego poprzednik, „São Paulo” – dawny „Foch” – pierwszy z prawej)

Na wzór amerykańskich lotniskowców typu Nimitz i wcześniejszych, okręt ma pokład lotniczy o szerokości około dwukrotnie większej od kadłuba, wystający poza obie burty na obszernych sponsonach powiększających wewnętrzną przestrzeń i spełniających rolę stabilizującą w razie dużego przechyłu. Taka szerokość pokładu pozwoliła na wytyczenie skośnego pasa do lądowania pod kątem 8,5° w lewo od osi symetrii, którego przedni odcinek wystaje poza obrys pokładu, na przednim skraju lewego sponsonu. Pokład do lądowania miał w pierwotnym projekcie długość około 195 m, wydłużoną ostatecznie do 199,9 m pod kątem użycia samolotów E-2C. Oprócz silnie wystającego pasa z lewej strony, podobieństwo do amerykańskich okrętów stwarza także dziobowy odcinek pokładu o obrysie ściętego klina, z prostą przednią krawędzią – chociaż niesymetryczny obrys całego pokładu jest unikalny dla tego lotniskowca. Pokład znajduje się na wysokości 17,2 m nad linią wodną. Powierzchnia pokładu lotniczego wynosi 12 300 m² (o 40% więcej niż na poprzednikach typu Clemenceau o podobnej długości). 
Do startu samolotów służą dwie katapulty parowe amerykańskiego typu C13.3 (C13F) o długości 75 m, mogące wystrzeliwać samoloty o masie do 25 ton i nadające im prędkość końcową 150 węzłów. Z uwagi na mniejsze wymiary okrętu, stanowią one skróconą wersję standardowych katapult okrętów amerykańskich, a na pokładzie dziobowym zamontowana jest tylko jedna, natomiast druga w przedniej części skośnego pokładu. Za katapultami znajdują się podnoszone deflektory chroniące przed gazami silników. Ponieważ katapulta dziobowa też częściowo zachodzi na skośny pokład, takie ich rozmieszczenie uniemożliwia równoczesne prowadzenie startów i lądowań, lecz zostało wymuszone przez chęć zapewnienia miejsca do parkowania samolotów po prawej stronie pokładu. Katapulty zasilane są parą pod ciśnieniem z wymienników reaktorów i umożliwiają start co minutę każda. Dzięki lepszym parametrom, umożliwiają start cięższych samolotów, niż 50-metrowe katapulty na poprzednikach. Lądowanie samolotów zabezpiecza również amerykański system aerofiniszera Mk 7 Mod 3, składający się z trzech lin hamujących i bariery bezpieczeństwa. Przy maksymalnym tempie na lotniskowcu może wylądować 20 samolotów w ciągu 12 minut. Większość elementów katapult została wyprodukowana we Francji, a aerofiniszera – w Holandii. Naprowadzanie samolotów do lądowania wspomaga system DALAS produkcji francuskiej (Matra), który za pomocą dalmierza laserowego określa pozycję samolotu i oblicza idealną trajektorię, a dane są obrazowane pilotowi na wyświetlaczu HUD i oficerowi naprowadzania.

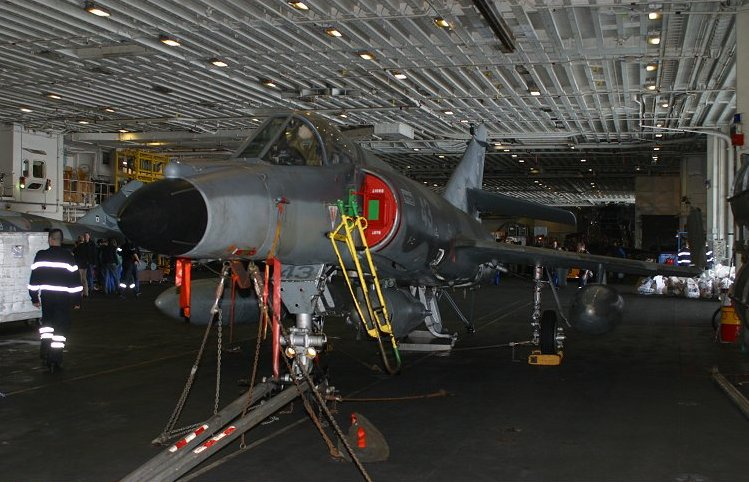
Super Étendard w hangarze

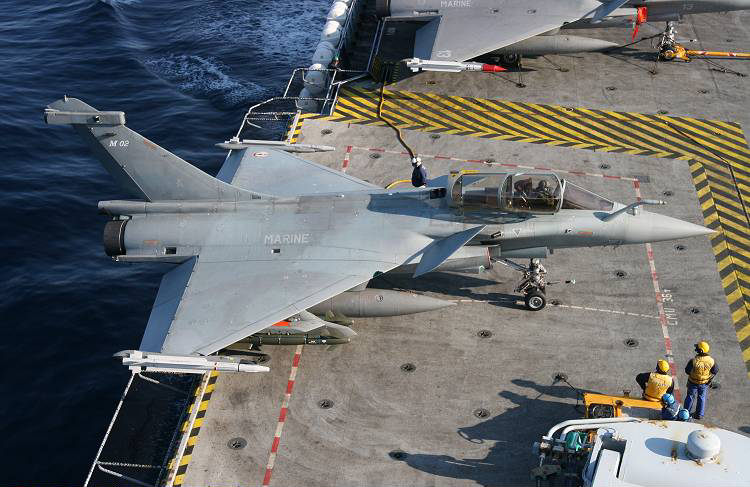
Rafale na podnośniku lotniczym

Pod pokładem lotniczym mieści się hangar o wymiarach 138 × 29 x 6,1 m i powierzchni 4600 m². Hangar ma o około połowę większą powierzchnię, niż na poprzednim typie, i pomimo mniejszej wysokości mieszczą się w nim wszystkie przewidziane na wyposażenie statki powietrzne. Hangar mieści według założeń co najmniej 23 samoloty i dwa śmigłowce, a reszta parkowana jest na pokładzie lotniczym. Komunikację z hangarem zapewniają dwa podnośniki lotnicze produkcji amerykańskiej, o napędzie hydraulicznym, usytuowane na prawym skraju pokładu lotniczego, za nadbudówką. Mają kształt trapezu, wymiary 21 × 12 m (powierzchnia 200 m²) i udźwig 36 ton. Każdy z nich może podnosić równocześnie dwa samoloty Rafale. Osobno na pokładzie znajdują się dwie windy amunicyjne o szerokości 6 m (jedna między windami lotniczymi, a druga przed nadbudówką). Służą one do dostarczania uzbrojenia podwieszanego z komór amunicyjnych do miejsc postoju samolotów. Zapas paliwa lotniczego wynosi 3600 m³, a maksymalnie 5000 m³.
Załoga okrętu nominalnie obejmuje 1281 osób, w tym 98 oficerów. Przewidziano, że na okręcie będzie służyć 155 kobiet. Dodatkowo zaokrętowanych jest do 550 osób grupy lotniczej, stacjonującej na stałe na lądzie i okrętowanej na czas zadań szkoleniowych lub bojowych. W razie wykorzystania jako okręt flagowy grupy uderzeniowej przewidziano miejsca dla 59 oficerów i podoficerów sztabu. Ogółem na lotniskowcu normalnie przebywa około 2000 ludzi. Można również zaokrętować czasowo do 800 żołnierzy piechoty morskiej, wykorzystując hangar. Na okręcie urządzono 244 kabiny dla oficerów (od 1 do 6 osób) i 104 kubryki (od 6 do 21 osób). Przywiązano wagę do estetycznego i w miarę komfortowego wykończenia pomieszczeń, zadbano również o pomieszczenia rekreacyjne i udogodnienia, jak satelitarny dostęp do Internetu dla załogi. Szpital okrętowy ma m.in. dwie sale operacyjne i normalnie 27 łóżek. Nominalna autonomiczność okrętu bez uzupełniania zapasów wynosi 45 dni.

### Uzbrojenie

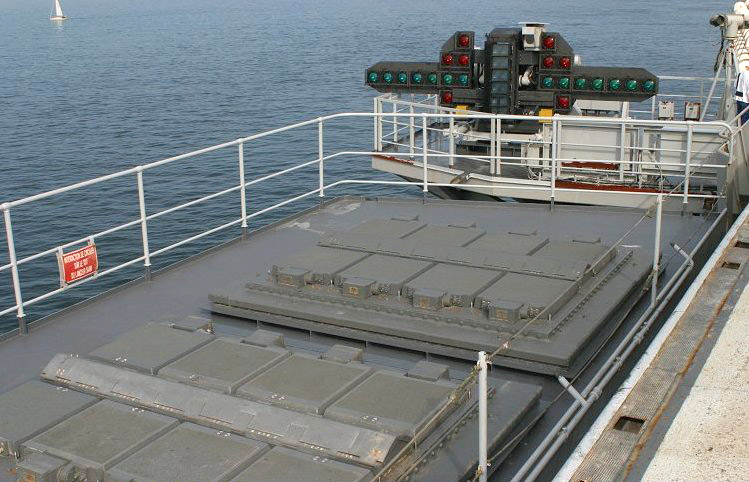
Lewoburtowe wyrzutnie Sylver oraz zestaw reflektorów do naprowadzania samolotów do lądowania

Uzbrojenie okrętu służy do odpierania ataków lotniczych w składzie zespołu okrętów, wzmacniając możliwości obronne zespołu. Przede wszystkim tworzą je cztery zespoły po osiem pionowych wyrzutni Sylver A50 dla pocisków przeciwlotniczych bliskiego i średniego zasięgu Aster 15 (łącznie 32 pociski). Po dwa zespoły obok siebie umieszczone są w sponsonach na zewnątrz pokładu lotniczego: po prawej stronie przed nadbudówką i po lewej na śródokręciu. Pociski te służą także do obrony przeciwrakietowej. Masa głowicy pocisku wynosi 15 kg, a zasięg od 2 do 20 Mm (3,7–37 km). Radar wielofunkcyjny systemu kierowania ogniem Arabel może śledzić 50 celów i naprowadzać pociski na 10. Jako broń samoobrony służą dwie sześcioprowadnicowe wyrzutnie Sadral pocisków przeciwlotniczych bardzo krótkiego zasięgu Mistral. Umieszczone są na sponsonach: na lewej burcie na śródokręciu oraz na prawej burcie obok nadbudówki. Pociski mają głowicę o masie 3 kg i zasięg od 0,5 do 5 km, a pułap minimalny 3 m. 
Oprócz uzbrojenia rakietowego, okręt ma osiem pojedynczych działek automatycznych kal. 20 mm GIAT F2 (M693) o długości lufy 90 kalibrów (L/90). Mają one donośność do 8 km, szybkostrzelność 650-720 strz./min i kąt podniesienia luf od -15° do +65°. Zamontowane są w zdalnie sterowanych stanowiskach (RWS), służą jednak przede wszystkim do celów przeciwdywersyjnych. Uzupełniają je w tym celu cztery stanowiska karabinów maszynowych kalibru 12,7 mm. W 2019 roku zainstalowano ponadto trzy nowocześniejsze zdalnie kierowane stanowiska działek 20 mm Narwahl 20B, mogące między innymi zwalczać bezpilotowce.

### Wyposażenie

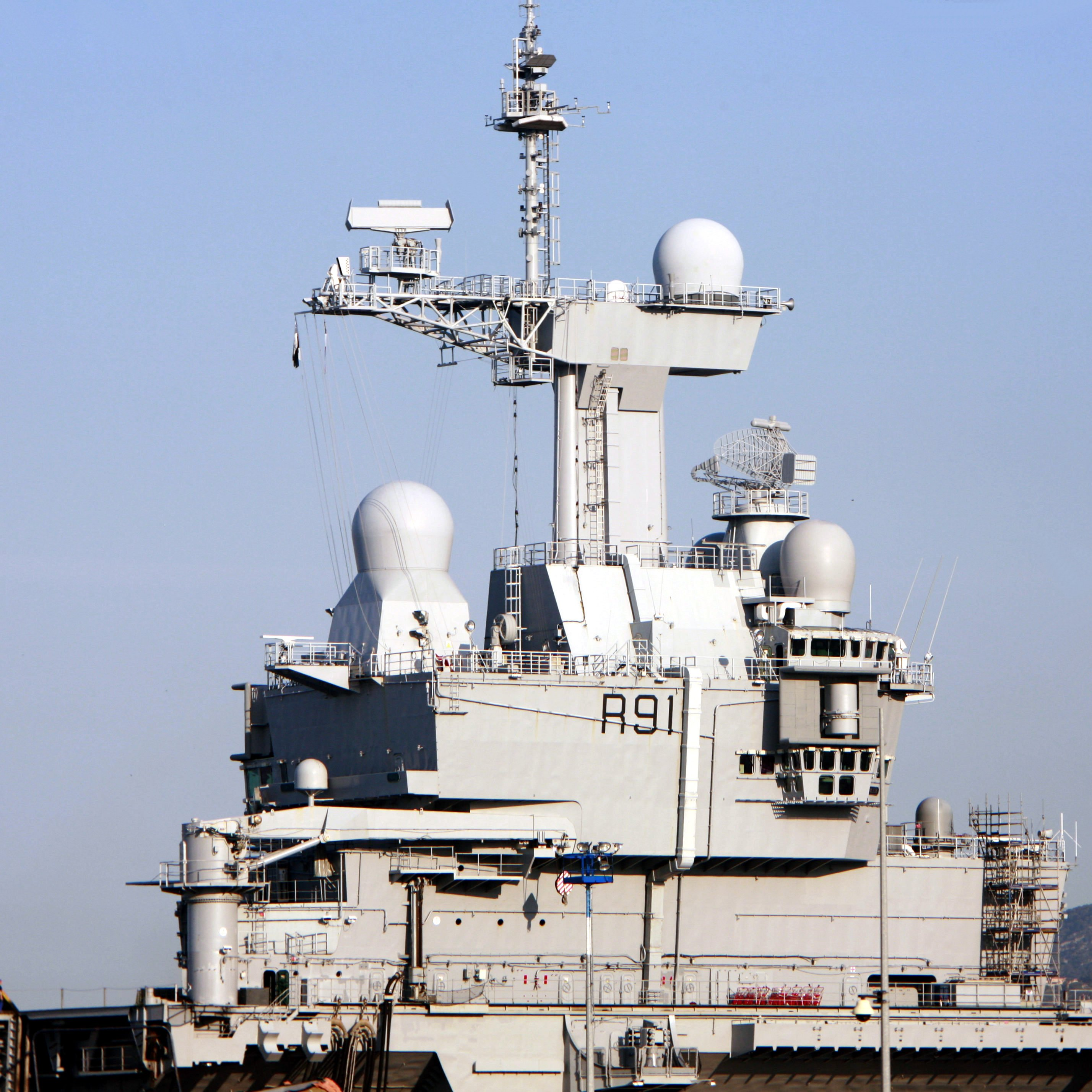
Nadbudówka z początkowym zestawem anten, 2009 rok

W ramach środków samoobrony okręt wyposażony jest w systemy walki radioelektronicznej z urządzeniem ostrzegawczym ARBR-21 i dwoma urządzeniami zakłócającymi ARBR-33. Z systemem tym współpracują cztery dziesięcioprowadnicowe wyrzutnie celów pozornych (pułapek radiolokacyjnych i termicznych) Sagaie kalibru 170 mm lub 192 mm, umieszczone na sponsonach burtowych (inne oznaczenie: AMBL 2A). Dodatkowo okręt wyposażony jest w system zakłócania torped SLAT, z anteną holowaną za okrętem, odbiornikiem ostrzegawczym i zakłócaczem akustycznym (wabikiem).
Okręt wyposażony został w radar dozoru powietrznego DRBV-26D (Jupiter) umieszczony na dachu pomostu bojowego, pracujący w paśmie D i wykrywający cele powietrzne z odległości 183 km (o powierzchni odbicia 2 m²). Drugim radarem był radar trójwspółrzędny dalekiego zasięgu DRBJ-11D/E (TRS 3501), pracujący w paśmie E/F i wykrywający cele powietrzne z odległości do 366 km (200 Mm). Jego antena umieszczona była w kulistej osłonie z tyłu dachu nadbudówki. Dodatkowo okręt posiadał radar dwuwspółrzędny dozoru ogólnego DRBV-15C (Sea Tiger Mk 2) o zasięgu wykrywania celów powietrznych do 110 km (60 Mm), służący też do naprowadzania lądujących samolotów. Jego antena umieszczona była z tyłu platformy masztu. Wszystkie radary dostarczyła firma Thomson-CSF. Ponadto okręt ma wielofunkcyjny radar trójwspółrzędny systemu kierowania ogniem pocisków przeciwlotniczych Arabel (w kulistej osłonie z przodu platformy masztu) i dwa radary nawigacyjne Racal Decca 1226. Lotniskowiec ponadto posiada system obserwacji w podczerwieni DIBV-1A Vampir. Do naprowadzania lotnictwa służy system nawigacji lotniczej SRN-6 TACAN.
Wyposażenie elektroniczne następnie było ulepszane. W 2018 roku radar DRBV-15 został wymieniony na wielozadaniowy Thales SMART-S, zabudowano nowy radar nawigacyjny firmy Terma, panoramiczny optoelektroniczny system rozpoznania Artemis i nowy system identyfikacji IFF NG.
Do zarządzania walką okrętu służy komputerowy system obrony i dowodzenia SDC, w skład którego wchodzi system zbioru i obróbki informacji taktycznej SENIT 8. Ponadto okręt ma system pomocy w dowodzeniu oficerom sztabu w prowadzeniu operacji lotnictwa AIDCOMER, a także podsystemy przygotowania i prowadzenia operacji powietrznych SLPRM i planowania lotów GESVOL . Do przekazywania i odbierania danych o sytuacji taktycznej służy system LADT, pracujący według standardów LINK 11, 14 i 16. W 2018 roku okręt otrzymał nowy system zarządzania walką.

### Napęd i systemy okrętowe

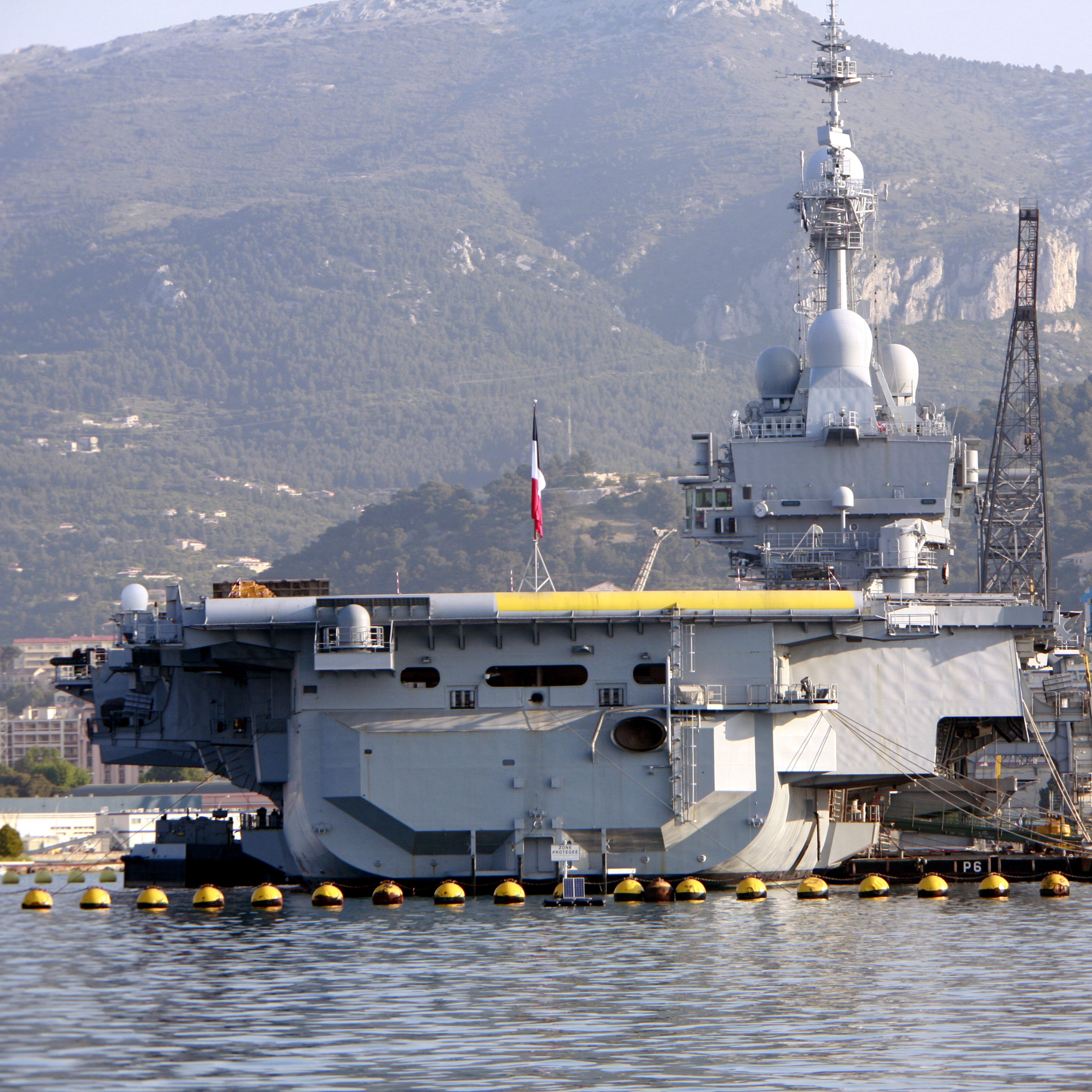
Lotniskowiec od rufy, 2009 rok

Napęd okrętu stanowią dwa zespoły turbin parowych, dla których parę wytwarzają dwa kompaktowe reaktory atomowe drugiej generacji K15 chłodzone wodą pod ciśnieniem (noszące nazwy własne Adyton i Xena). Siłownia atomowa została zaprojektowana i wykonana we Francji, przez firmę Technicatome. Reaktory mają moc cieplną po 150 MW. Dla zmniejszenia kosztów, są one tego typu, co zastosowane na okrętach podwodnych typu Le Triomphant. Reaktory te są bardziej zaawansowaną konstrukcją pod względem bezpieczeństwa eksploatacji, niż we wcześniejszych francuskich okrętach. Paliwo jądrowe podgrzewa wodę pod ciśnieniem o temperaturze do 300° C, która jest chłodzona przez wodę obiegu wtórnego. Wymienniki ciepła umieszczone są w blokach reaktorów, poza które wychodzi tylko nieskażona para obiegu wtórnego. Każdy reaktor wraz z osłoną waży 900 ton. Przedziały reaktorów znajdują się w środkowej części okrętu i są zabezpieczone przed trafieniami, a osłony mają zapewnić bezpieczeństwo nawet przy staranowaniu lotniskowca przez okręt wielkości fregaty. Para zasila dwa zespoły turbin parowych GEC Alsthom o łącznej mocy 76 200 lub według innych danych 83 000 KM. Turbiny mają mechaniczne dwustopniowe przekładnie redukcyjne. Każdy zespół napędza jedną śrubę pięcioskrzydłową o stałym skoku i średnicy 6 m. Oba zespoły obejmujące reaktor z wymiennikiem ciepła i współpracującą z nim turbinę, są niezależne od siebie nawzajem.
Prędkość projektowa wynosi 27 węzłów, lecz na próbach okręt osiągał 28 węzłów. Prędkość ta jest niższa od lotniskowców typu Clemenceau, jednak dzięki dłuższym katapultom, jest wystarczająca do wspomagania startu cięższych samolotów. Zalecana prędkość marszowa to 23,5 węzła. Z jednym reaktorem pracującym prędkość może wynosić do 20 węzłów. Zapas paliwa – prętów ze wzbogaconego uranu wystarcza na 5 lat pracy i zapewnia teoretyczny zasięg 1,1 miliona mil morskich.
Energię elektryczną dostarczają cztery turbogeneratory o mocy po 4000 kW, uzupełnione dla bezpieczeństwa przez cztery generatory z silnikami wysokoprężnymi o mocy po 1100 kW (łączna moc 20 400 kW). Jako dodatkowe zabezpieczenie, przede wszystkim dla systemów bezpieczeństwa reaktorów, okręt ma także cztery pomocnicze agregaty z turbinami gazowymi o mocy po 250 kW. Urządzenia energetyczne są rozdzielone pomiędzy odrębne przedziały na przeciwległych burtach. Napięcie prądu stosowane na okręcie wynosi 440 V, 220 V i 115 V oraz 24 V dla oświetlenia awaryjnego.
Lotniskowiec ma dwa stery płetwowe za śrubami, boczne stępki przechyłowe oraz dwie pary płetwowych stabilizatorów przechyłów, bliżej dziobu i rufy. Aktywne stabilizatory, wraz ze sterowanymi komputerowo sterami, oraz systemem przetaczanych w poprzek kadłuba w prowadnicach pod pokładem lotniczym wózków z balastem, tworzą wysoce skuteczny system stabilizacji przechyłów SATRAP, ułatwiający operacje lotnicze. Pozwala to na prowadzenie startów i lądowań przy stanie morza 5-6.

## Grupa lotnicza

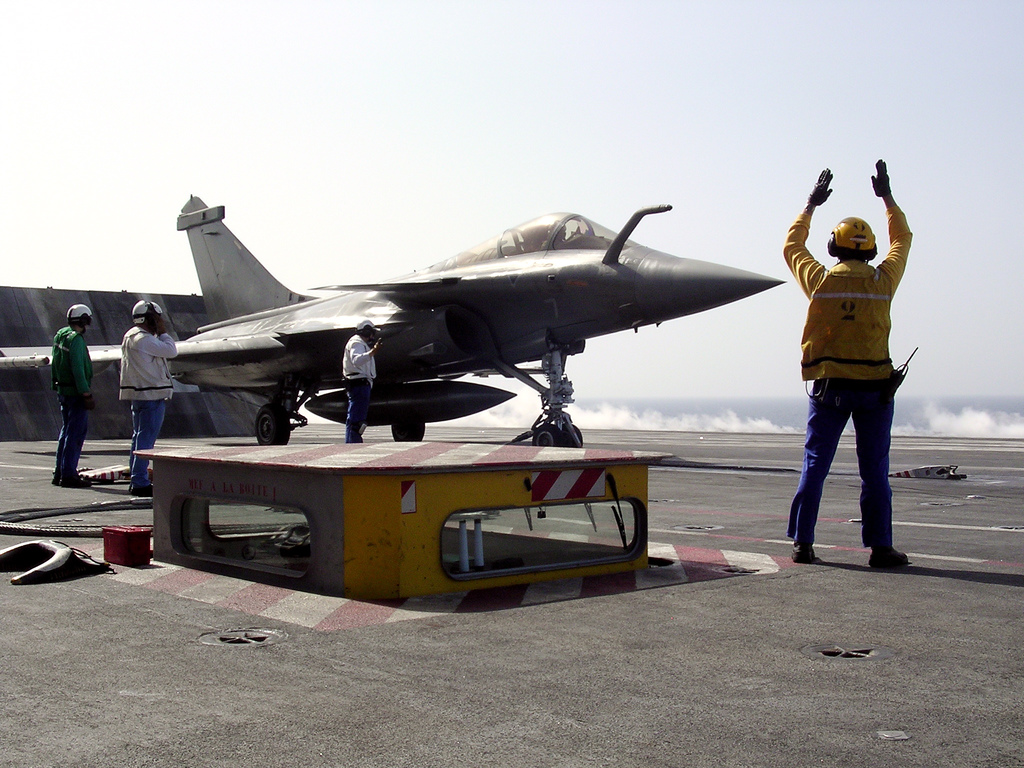
Rafale M przygotowany do katapultowania

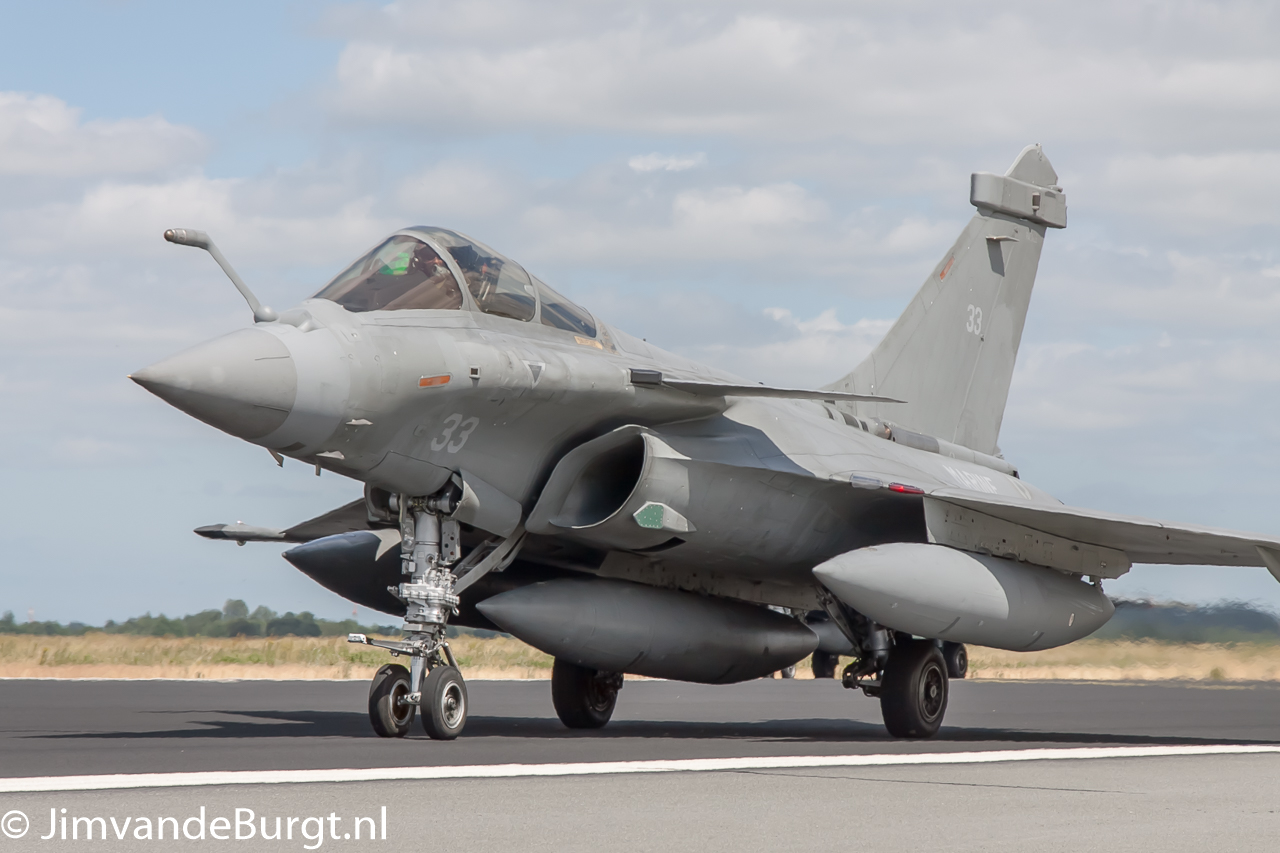
Rafale M

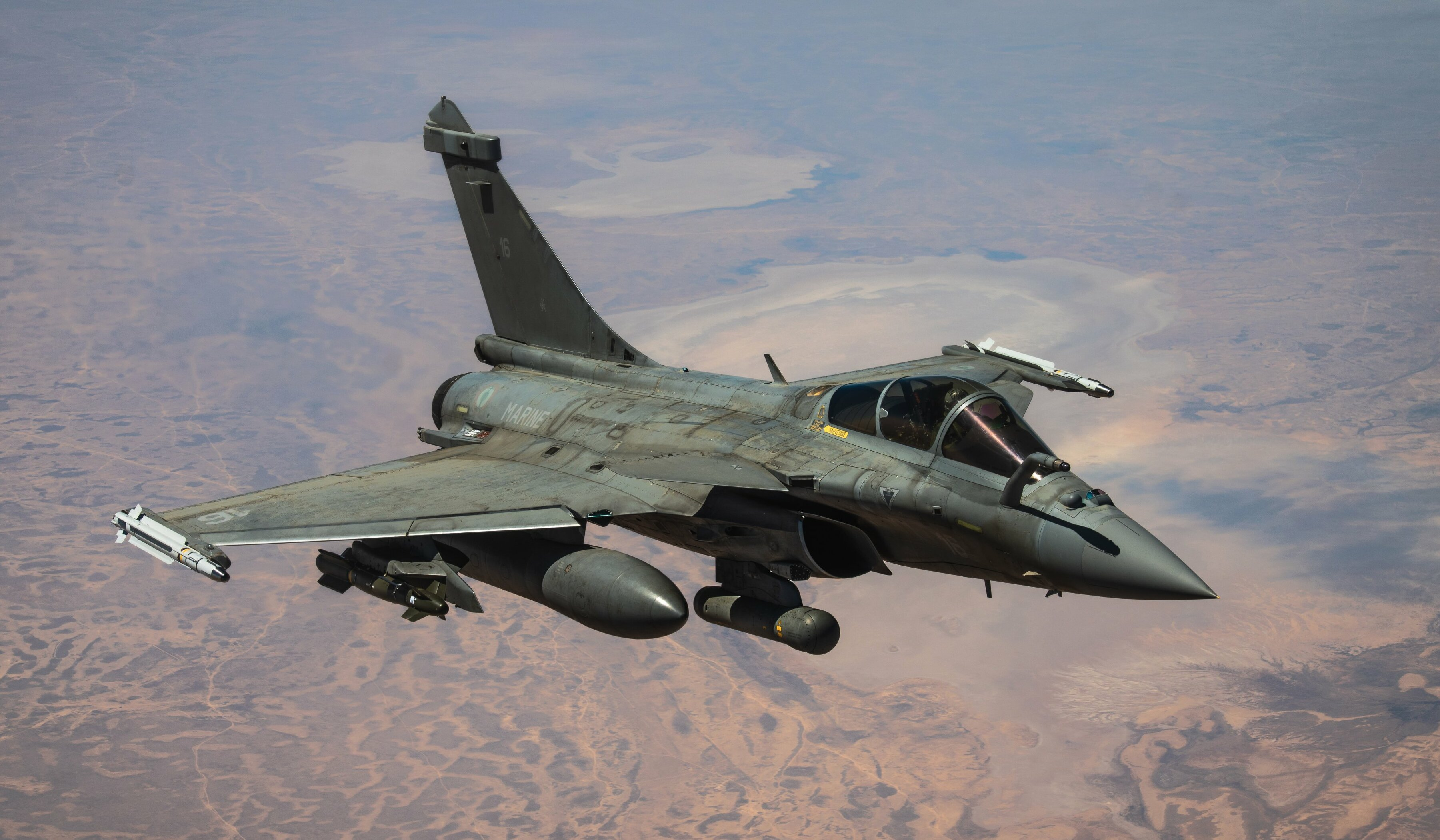
Rafale M F3-R z bombami kierowanymi

Francuskie lotnictwo pokładowe zgrupowane jest we flotyllach (odpowiedniki dywizjonów), normalnie stacjonuje na lądzie i jest okrętowane na poszczególne misje, stąd skład grupy lotniczej jest zmienny. Na okręcie może bazować do 40 samolotów i śmigłowców. Podstawowymi samolotami używanymi na lotniskowcu są odrzutowe myśliwce wielozadaniowe Dassault Rafale M (masa startowa 19 ton), natomiast początkowo używane były starsze, lecz zmodernizowane odrzutowce myśliwsko-szturmowe Dassault Super Étendard (masa startowa 11,9 tony). Oba typy samolotów są konstrukcji francuskiej. Opracowania wskazują, że na lotniskowcu może bazować 30 myśliwców Rafale M, jednakże w praktyce liczba samolotów w czasie pokoju jest niższa. Z dotychczasowej praktyki wynika, że śmigłowce mają zastosowanie uzupełniające w liczbie kilku sztuk, głównie do celów poszukiwawczo-ratowniczych i transportowych.

### Dassault Rafale
Dassault Rafale jest w pełni nowoczesnym samolotem najnowszej generacji, rozwijanym równolegle z projektowaniem lotniskowca (pierwszy lot w 1986 roku). Odmiana morska M różni się przede wszystkim przystosowaniem do katapultowania i lądowania z aerofiniszerem. Zrezygnowano natomiast z komplikowania konstrukcji przez składanie skrzydeł, czemu sprzyjają umiarkowane rozmiary i zwarta konstrukcja samolotu. Rafale jest myśliwcem wielozadaniowym i w dojrzałej wersji rozwojowej F3 może przenosić uzbrojenie i wyposażenie do walk powietrznych, atakowania celów morskich lub lądowych oraz misji rozpoznawczych. Może przenosić do 8 ton uzbrojenia, w tym bomby kierowane różnych typów, pociski manewrujące SCALP-EG i ulepszone taktyczne rakiety z głowicami atomowymi ASMP-A. Samoloty mogą też służyć jako tankowce powietrzne dla innych maszyn, używając podwieszanego zasobnika z przewodem elastycznym. Według harmonogramu, pierwsza przejściowa wersja czysto myśliwska Rafale M F1, przenosząca powietrze-powietrze pociski bliskiego zasięgu, miała wejść do służby w 2000 roku. W kolejnych wersjach rozwojowych unowocześniano wyposażenie i rozszerzano asortyment uzbrojenia. Wersja F2 z możliwością atakowania celów lądowych weszła do służby operacyjnej w 2007 roku. Od końca 2009 roku zaczęto dostarczać samoloty wersji F3 oraz modernizować do tego standardu wcześniejsze samoloty (do tamtej pory lotnictwo morskie otrzymało 26 samolotów wcześniejszych wersji, w tym 10 F1). Od 2010 roku używane są zasobniki rozpoznawcze AREOS Reco NG. Dalszym etapem była integracja samolotu z pociskiem przeciwokrętowym AM-39 Exocet Block 2. Od końca 2018 roku zaczęto wprowadzać nową modyfikację F3-R, przenoszącą pociski powietrze-powietrze dalekiego zasięgu Meteor i bomby kierowane laserowo GBU-16 wagomiaru 454 kg. W marcu 2023 roku przeprowadzono próby na lotniskowcu nowej wersji F4.1, która oprócz dalszego ulepszenia wyposażenia, ma przenosić jedną bombę kierowaną AASM wagomiaru 1000 kg. Docelową wersją jest F4.2, która ma być wyposażona także w system ułatwiający lądowanie zintegrowany z wyświetlaczem HUD. Początkowo Rafale M używane były przez Flotyllę 12F, później także przez inne jednostki.

### Dassault Super Étendard

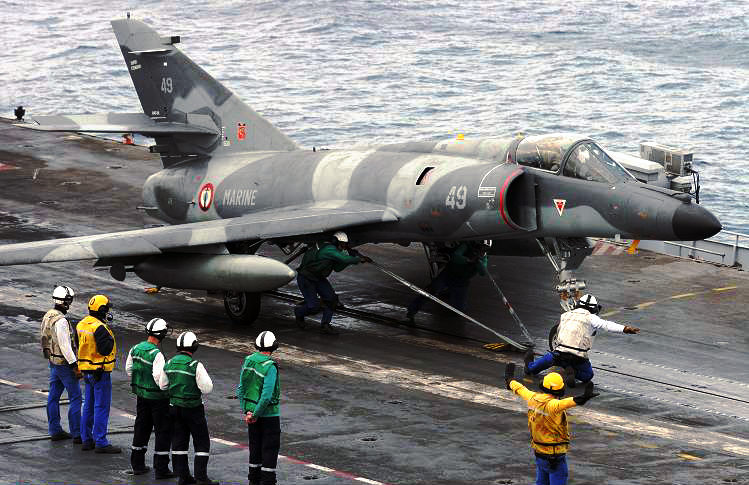
SEM na pokładzie lotniskowca

Samolot myśliwsko-szturmowy Dassault Super Étendard wszedł do służby w 1978 roku i stanowił uzbrojenie lotniskowców typu Clemenceau. Mogły przenosić m.in. rakiety ASMP (z głowicą atomową o mocy 300 kt) i przeciwokrętowe AM-39 Exocet. Do czasu przystosowania samolotów Rafale do zadań szturmowych, zdecydowano o używaniu na „Charles de Gaulle” Super Étendardów poddanych na przełomie lat 80. i 90. modernizacji (Super Étendard Modernisé, w skrócie SEM). Zamontowano w nich nowy radar i wyposażenie, a następnie także rozszerzono asortyment uzbrojenia o bomby kierowane laserowo i pociski powietrze-ziemia naprowadzane laserowo AS.30L Laser (samoloty SEM standardu 3). Super Étendardy były ostatni raz użyte bojowo na lotniskowcu podczas jego misji przeciw Państwu Islamskiemu w listopadzie 2015 roku. Na „Charles de Gaulle” używane były przez Flotylle: 11F i 17F.

### Inne samoloty

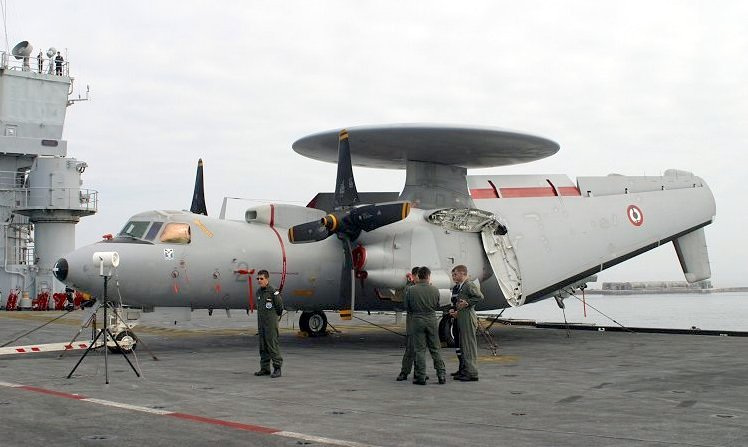
Francuski E-2C Hawkeye ze złożonymi skrzydłami

Początkowo Francja zamierzała opracować własny pokładowy samolot wczesnego ostrzegania, w miejsce przestarzałych i mających małe możliwości Breguet Alizé, lecz ostatecznie w 1995 roku zakupiła dla lotniskowca dwa amerykańskie samoloty tej klasy Grumman E-2C Hawkeye, w najnowszej wówczas wersji Group 2. Są one napędzane dwoma silnikami turbośmigłowymi i mają masę startową 24,7 t. Później zakupiono także trzeci samolot. W 2020 roku Francja uzyskała zgodę na sprzedaż jej trzech samolotów nowszej wersji E-2D Advanced Hawkeye. Nie wprowadzono natomiast na uzbrojenie „Charles′a de Gaulle′a” samolotów do zwalczania okrętów podwodnych (odpowiedników Alizé na starszych lotniskowcach). W toku prób lotniskowca testowane były też na nim stare myśliwce F-8P Crusader. Mogą na nim też lądować i startować pokładowe samoloty amerykańskie, jak myśliwce wielozadaniowe F/A-18E/F Super Hornet i transportowe C-2A Greyhound.

### Śmigłowce
Śmigłowce wchodzą w skład grupy lotniczej lotniskowca jedynie uzupełniająco, w liczbie nie przekraczającej kilku sztuk. Do celów poszukiwawczo-ratowniczych (tzw. misje „Pedro”) służą lekkie śmigłowce SA.316B Alouette III i SA.365F1 Dauphin, wchodzące w skład Flotylli 35F. Do zadań transportowo-logistyczych okrętowane są na ogół śmigłowce lotnictwa armii lądowej rodziny Puma. Służą także do celów ratownictwa bojowego (poszukiwań ewentualnie zestrzelonych lotników nad lądem). Z okrętu mogą operować także nowsze typy śmigłowców transportowych i bojowych jak np. NH90 i Super Cougar.

### Skład grupy
Zazwyczaj podczas pokoju bazuje na lotniskowcu około 30 statków powietrznych. Przykładowo w 2005 roku grupa lotnicza obejmowała 14 samolotów Super Etendard, 10 samolotów Rafale M F1, 2 E-2C Hawkeye, 2 śmigłowce poszukiwawczo-ratownicze Dauphin, 2 śmigłowce transportowe SA.321G Super Frelon i 2 śmigłowce ratownictwa bojowego SA.330 Puma ze składu Sił Powietrznych. Podczas rejsu operacyjnego w 2015 roku liczyła ona 18 Rafale M F3, 8 SEM, 2 E-2C Hawkeye oraz śmigłowce Dauphin i Alouette III, a w 2016 roku – 24 Rafale M F3, 2 E-2C Hawkeye, 2 Dauphin, 1 Alouette III, 1 NH90 Caïman Marine.

## Służba

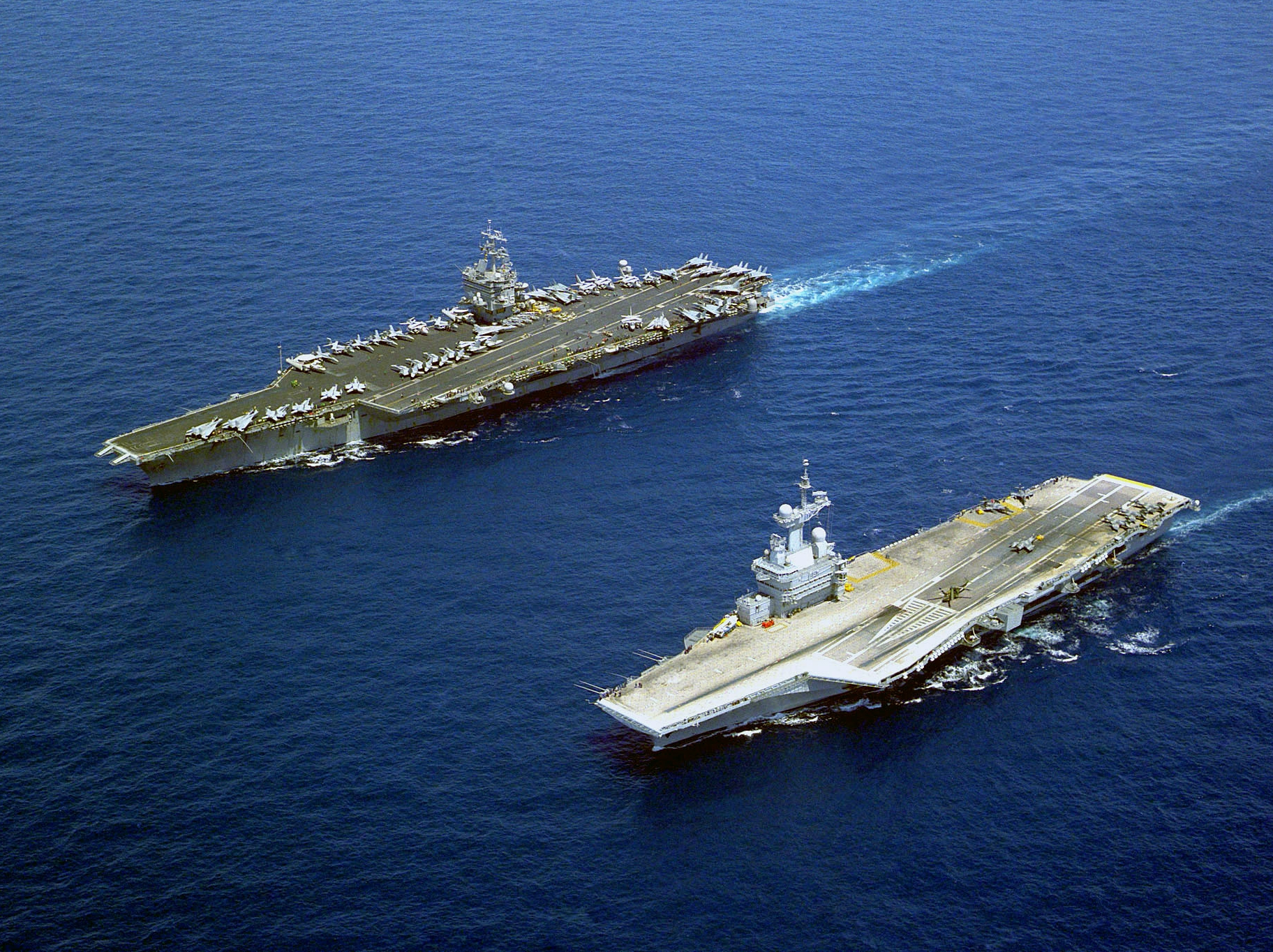
„Charles de Gaulle” i USS „Enterprise”, 2001 rok

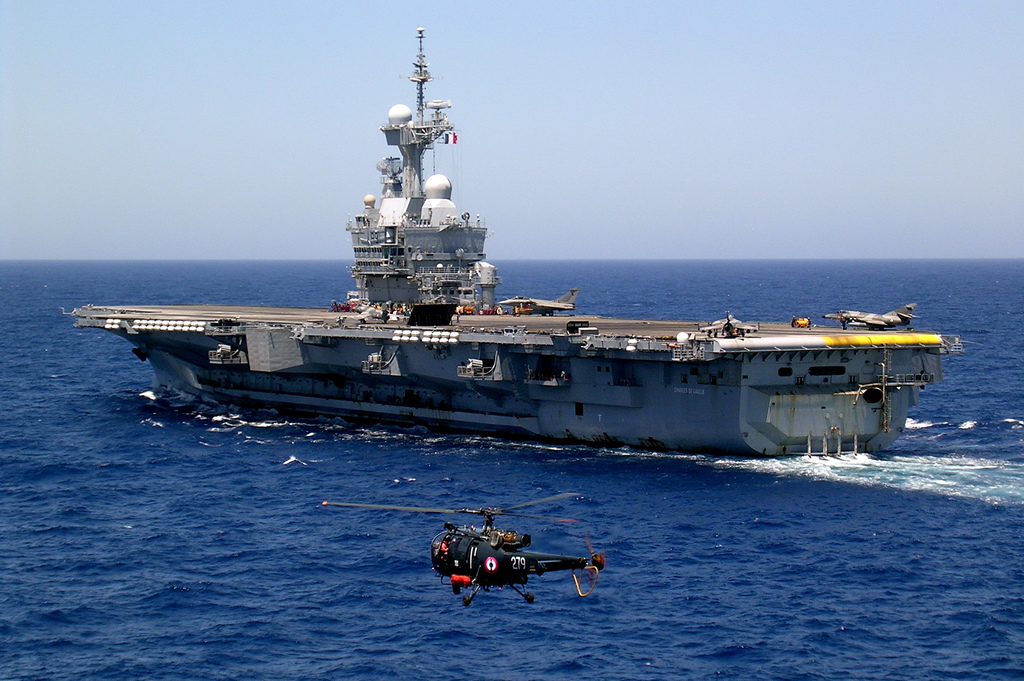
„Charles de Gaulle” – śmigłowiec Alouette III, 2007 rok

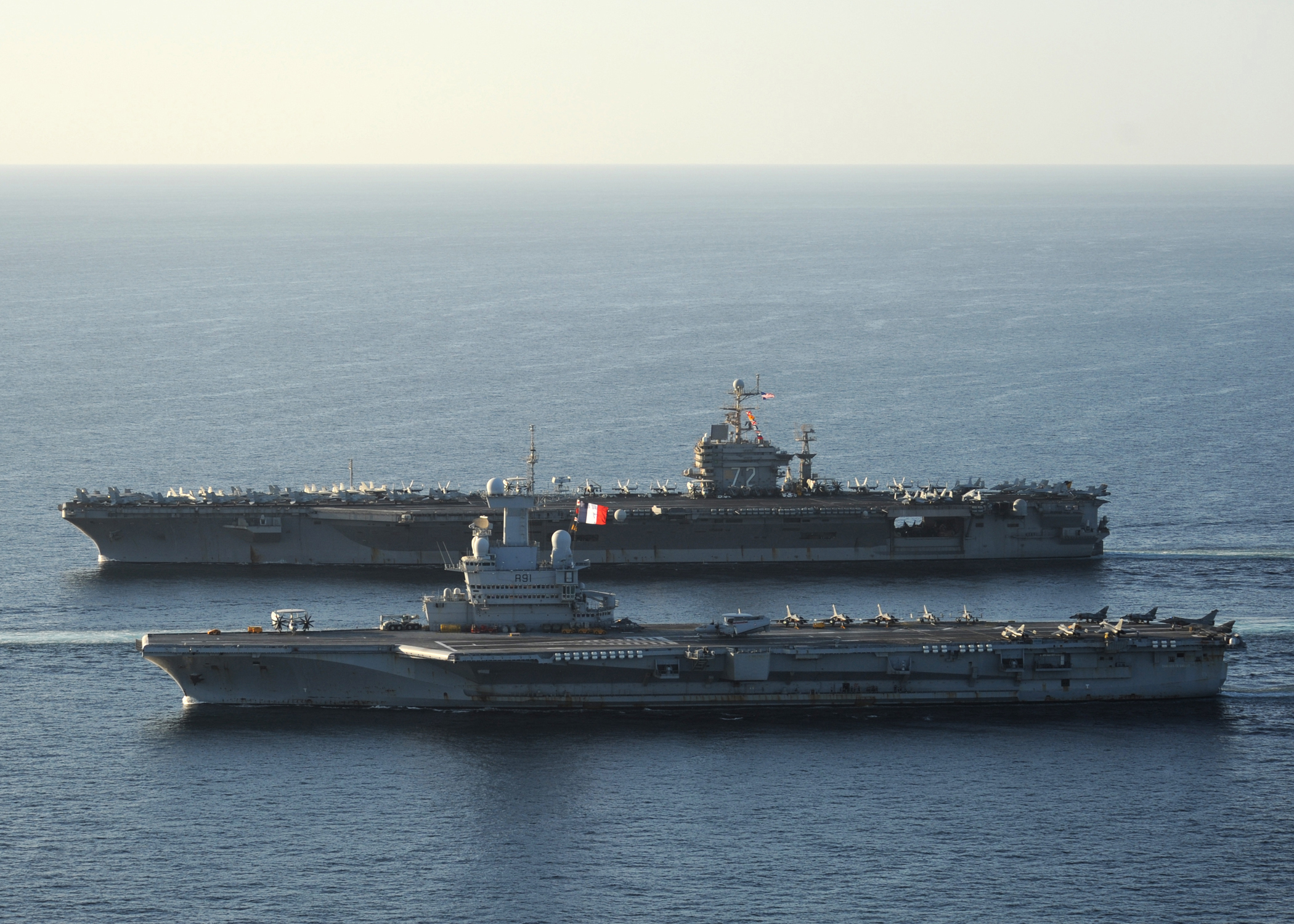
„Charles de Gaulle” i USS „Abraham Lincoln”, 2010 rok

Jeszcze na etapie szkolenia, podczas rejsu w rejonie Małych Antyli 9 listopada 2000 roku doszło do urwania się skrzydła jednej śruby okrętu. Śruby okazały się wadliwe, a ich francuski producent w międzyczasie zbankrutował, wobec czego zainstalowano tymczasowo śruby od lotniskowców typu Clemenceau, co spowodowało zmniejszenie prędkości maksymalnej w ciągu kilku pierwszych lat służby do 25 węzłów. Nowe śruby zamówiono w zakładach Rolls-Royce, lecz wymieniono je dopiero podczas remontu. Ostatecznie „Charles de Gaulle” wszedł do linii po zakończeniu etapu szkolenia załogi 18 maja 2001 roku.
Kilka miesięcy po wejściu do służby „de Gaulle” został skierowany na Ocean Indyjski, gdzie wspierał operację Enduring Freedom, a jego komponent lotniczy wykonywał zarówno loty na rozpoznanie, jak i loty na atakowanie celów naziemnych. Jego samoloty Super Étendard brały udział w atakach na cele naziemne w Afganistanie od grudnia 2001 do czerwca 2002 roku, natomiast Rafale M F1 służyły jedynie do osłony lotniskowca. Ponownie lotniskowiec wspierał działania w Afganistanie w 2004 roku, 2006 i 2007 roku. Od 2007 roku używane były samoloty Rafale M F2 mogące atakować cele naziemne.
W toku służby ćwiczono także interoperacyjność z marynarką amerykańską. Po raz pierwszy francuski samolot E-2C Hawkeye operował z pokładu amerykańskiego lotniskowca USS „John C. Stennis” (CVN-74) w 2002 roku, w czasie działań nad Afganistanem. W późniejszych latach na amerykańskich okrętach lądowały także Super Etendardy, a od 2007 roku Rafale M. Amerykańskie F/A-18E Super Hornet lądowały też na francuskim okręcie, m.in. w 2014 roku.
Od września 2007 do 1 grudnia 2008 roku „Charles de Gaulle” przechodził pierwszy 15-miesięczny remont, połączony z wymianą paliwa atomowego i częściową modernizacją systemów. Założono wówczas nowe śruby napędowe, pozwalające na osiąganie zakładanej prędkości 27 węzłów. Do tego czasu okręt przepłynął prawie 500 000 km i dokonano na nim 19 tysięcy startów i lądowań. 24 września 2009 roku utracono jednak dwa Rafale, które zderzyły się nad Morzem Śródziemnym (piloci zginęli).
W październiku 2010 roku lotniskowiec wyruszył w czteromiesięczny rejs operacyjny o kryptonimie Agapanthe 2010 na Bliski Wschód i Ocean Indyjski, połączony z manewrami francusko-indyjskimi i ćwiczeniami z lotnictwem kilku krajów. Zadebiutowały wówczas operacyjnie samoloty Rafale M F3. Od 25 listopada 2010 roku samoloty lotniskowca wspierały działania NATO nad Afganistanem, lecz 28 listopada 2010 roku jeden z Rafale F3 rozbił się nad morzem (pilot przeżył). W 2011 roku Rafale z lotniskowca wspierały interwencję międzynarodową w wojnie domowej w Libii (francuska operacja Harmattan). 3 lipca 2012 roku podczas ćwiczeń rozbił się kolejny Rafale (pilot przeżył).

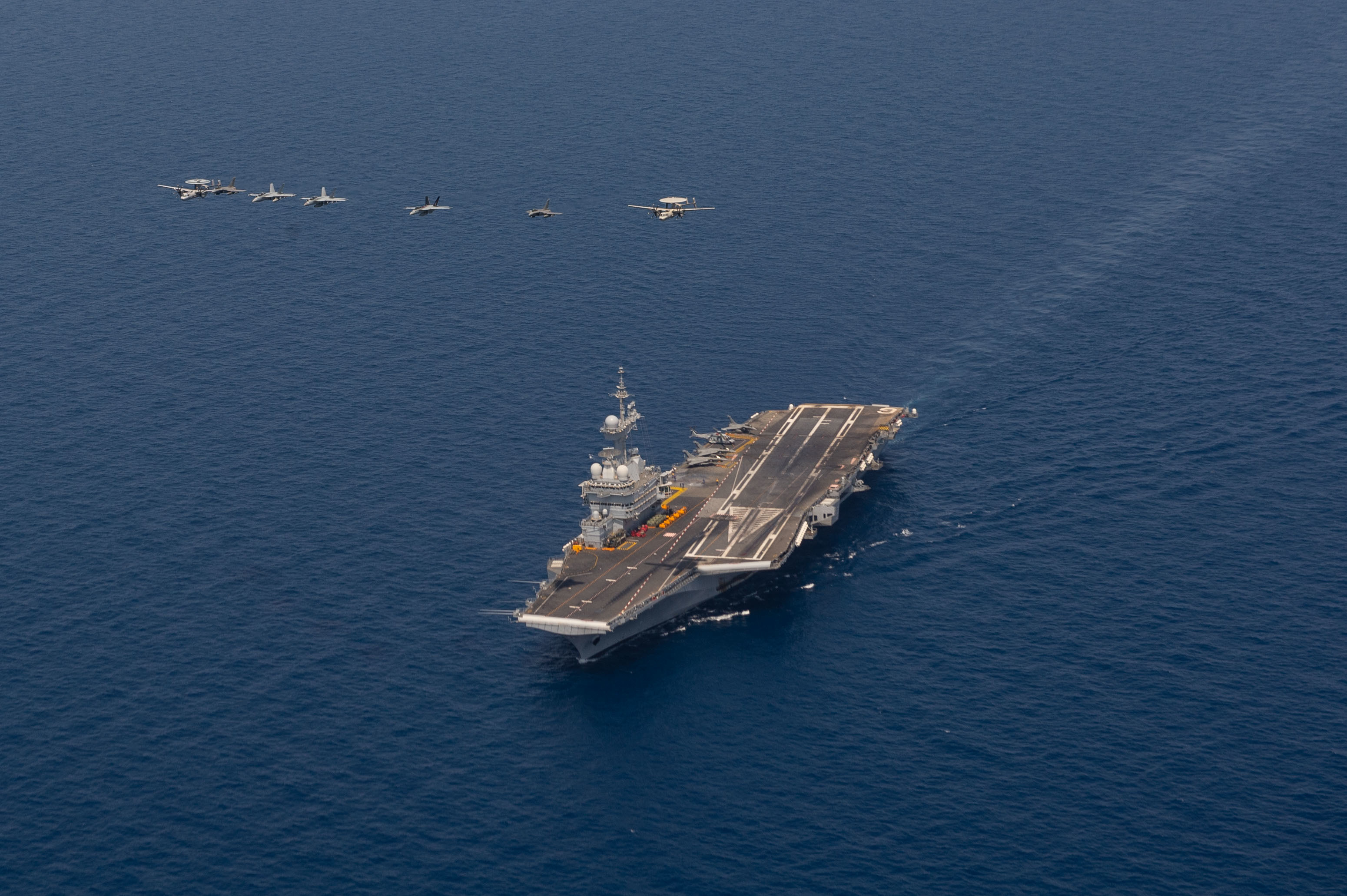
„Charles de Gaulle”, kwiecień 2019

W grudniu 2013 roku grupa lotniskowcowa rozpoczęła trwającą do lutego 2014 roku misję na wodach zachodniego Oceanu Indyjskiego i przyległych akwenów (operacja Bois Belleau), w celu umacniania współpracy z państwami Bliskiego Wschodu i zwalczania piractwa (unijna operacja Atalanta) i terroryzmu. Grupę lotniczą wówczas tworzyło 10 samolotów Rafale M, 10 SEM, 2 E-2C, 2 śmigłowce Dauphin i 1 Alouette III. W jej ramach w styczniu 2014 roku „Charles de Gaulle” patrolował wody Zatoki Perskiej, Morza Czerwonego, Morza Arabskiego i wschodniego wybrzeża Afryki, współdziałając z amerykańskim lotniskowcem USS „Harry S. Truman” (CVN-75).
W połowie stycznia 2015 roku „Charles de Gaulle” wyszedł z Tulonu na wschodnie Morze Śródziemne, atakując od 23 lutego pozycje islamistów (tzw. Państwo Islamskie) w Iraku i Syrii w ramach francuskiej operacji Chammal. Grupa lotnicza składała się z 12 samolotów Rafale M, 9 SEM, 1 E-2C i 4 śmigłowców. Stamtąd w kwietniu okręt został skierowany na Ocean Indyjski do udziału we francusko-indyjskich ćwiczeniach morskich Varuna 2015. W listopadzie 2015 roku „Charles de Gaulle” został ponownie wysłany na wschodnie Morze Śródziemne w składzie zespołu Task Force 473, prowadząc od 23 listopada operacje lotnicze przeciwko ugrupowaniom islamistycznym nad Irakiem i Syrią, zastępując w tej roli amerykański lotniskowiec USS „Theodore Roosevelt” (CVN-71). Między innymi atakował stanowiska ogniowe, centra dowodzenia i składy uzbrojenia w pobliżu Mosulu i Ar-Ramadi w Iraku i Rakki w Syrii. Jego grupa lotnicza obejmowała 18 samolotów Rafale M, 8 Super Étendard Modernisé, 2 E-2C Hawkeye oraz śmigłowce Dauphin i Alouette III. Operacja ta trwała nadal w styczniu kolejnego roku. Było to ostatnie użycie bojowe samolotów Super Étendard. Od końca września do połowy grudnia 2016 roku „Charles de Gaulle” z międzynarodowym zespołem okrętów operował po raz trzeci na wschodnim Morzu Śródziemnym, wykonując naloty w ramach wsparcia ofensywy irackich sił rządowych na Mosul. W skład grupy lotniczej wchodziły 24 samoloty Rafale M, 2 E-2C Hawkeye, 2 śmigłowce Dauphin i po jednym Alouette III i NH90 Caïman Marine.

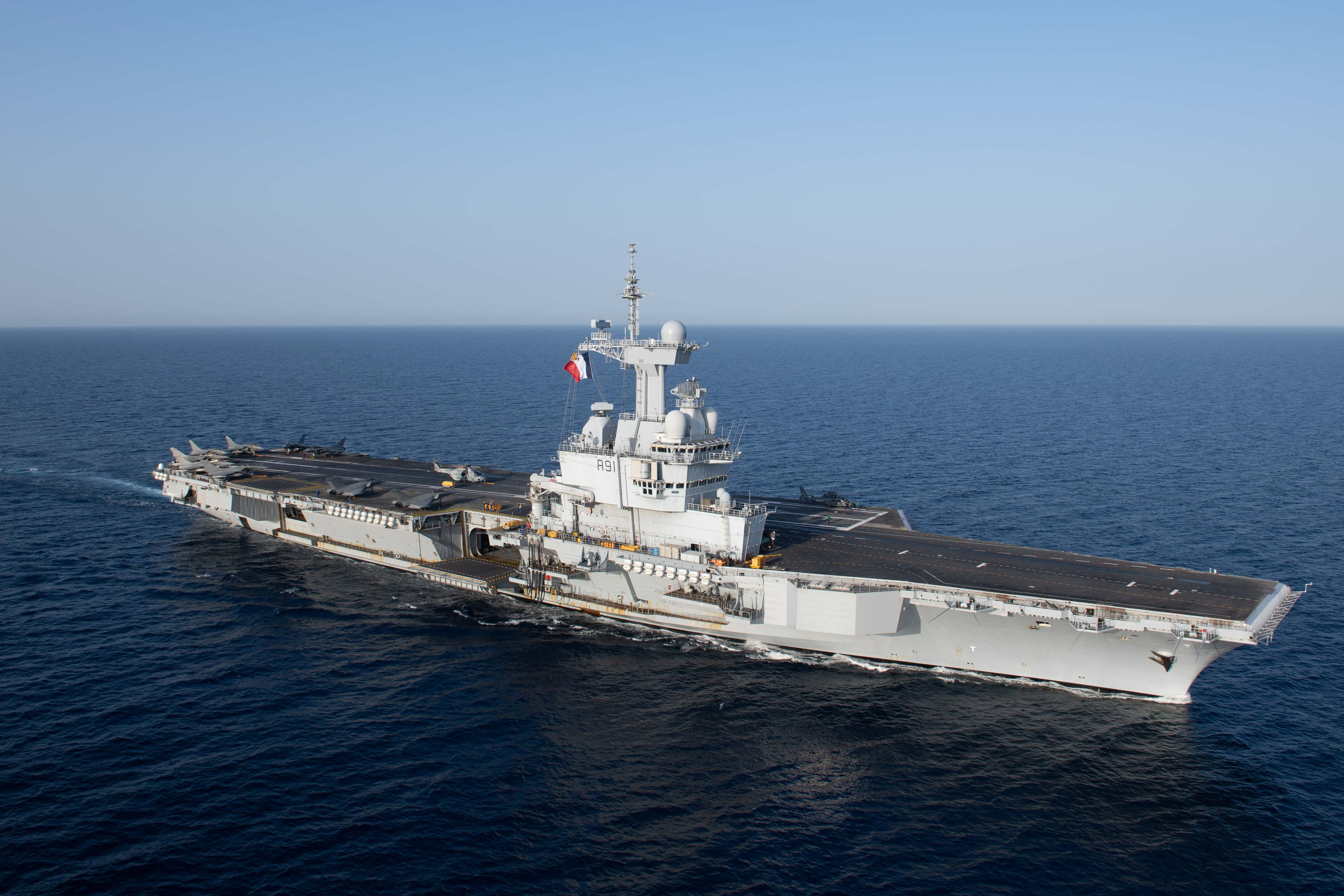
„Charles de Gaulle” na Morzu Czerwonym, kwiecień 2019

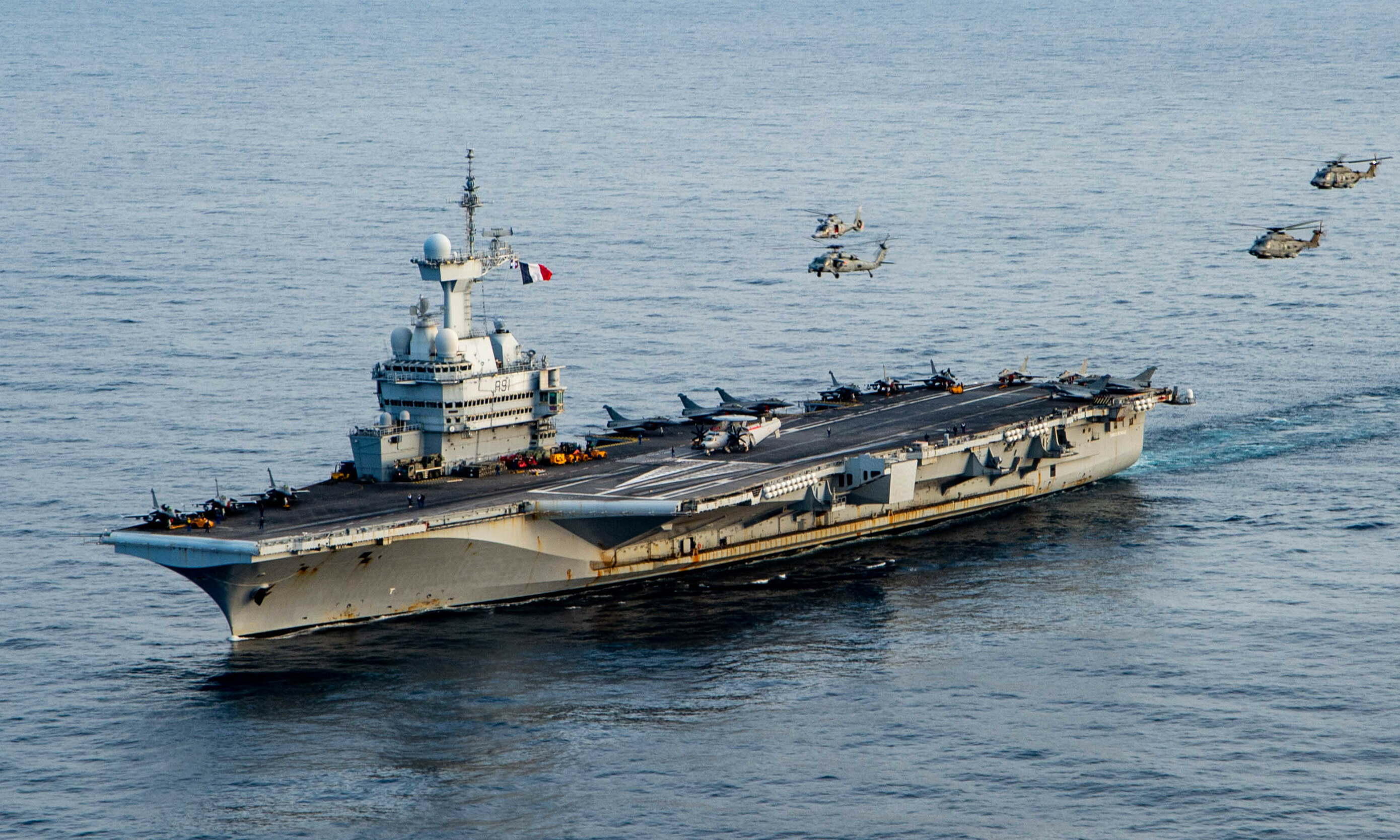
„Charles de Gaulle” na Morzu Jońskim z francuskim, amerykańskim i włoskimi śmigłowcami, marzec 2022

Od 8 lutego 2017 do 16 maja 2018 okręt przebywał w suchym doku, gdzie przechodził przegląd i modernizację. Modernizacja dotyczyła  pokładu lotniczego, hangarów i elementów układu napędowego oraz sterowania, a także zamontowano nowy system zarządzania walką. Między innymi wymieniono na nowy radar dozoru ogólnego i zabudowano panoramiczny optoelektroniczny system rozpoznania Artemis. Według założeń modernizacja powinna wydłużyć trwałość użytkową lotniskowca o dalsze 25 lat. Okręt został odebrany przez marynarkę w listopadzie 2018 roku, po czym trwały jeszcze kilkumiesięczne próby i szkolenie.
21 stycznia 2020 roku wraz z zespołem okrętów francuskiej marynarki wojennej wyszedł z Tulonu w celu udziału w operacji Foch – kolejnej wymierzonej w islamistów na Bliskim Wschodzie. Po miesięcznej misji na wschodnim Morzu Śródziemnym miał wziąć udział w kilku międzynarodowych ćwiczeniach na Atlantyku i Morzu Północnym. W drodze powrotnej do Francji w kwietniu 2020 roku, u ponad 1000 członków załogi wykryto koronawirusa SARS-CoV-2. W pierwszej połowie 2021 roku planowany był kolejny rejs na wschodnie Morze Śródziemne w ramach kampanii przeciw islamistom.
12 listopada 2021 roku, na Morzu Śródziemnym koło Tulonu lotniskowiec zderzył się z jachtem żaglowym „Philip The Great” pod polską banderą, bez ofiar.

## Następca
Dla francuskiej marynarki wojennej projektowany jest lotniskowiec o napędzie atomowym nowej generacji określany jako porte-avions de nouvelle génération (PANG). W 2022 roku zaprezentowano model okrętu, który ma mieć wyporność 75 tysięcy ton i długość 310 m oraz być wyposażony w trzy amerykańskie katapulty elektromagnetyczne. Oczekuje się, że projekt PANG zostanie sporządzony do końca 2025 roku, a budowa rozpocznie się w 2031 roku. Miałby on wejść do służby w 2038 roku, w którym lotniskowiec „Charles de Gaulle” ma być wycofany z aktywnej służby.